# Gamblea innovans
Gamblea innovans là một loài thực vật có hoa trong Họ Cuồng. Loài này được (Siebold & Zucc.) C.B.Shang, Lowry & Frodin mô tả khoa học đầu tiên năm 2000.